# 鈴木志保
鈴木 志保（すずき しほ、1969年 - ）は日本の漫画家、キャラクターデザイナー。青森県出身。同志社大学文学部国文学科卒。

## 経歴
1989年に集英社の『ぶ〜け』にて『ろっか まい べいびい』でデビュー。その後、同誌にいくつかの短篇を発表。1992年から1996年にかけて長編『船を建てる』を連載。1999年には『海洋系ちむちむDEPT』というCD-ROM作品でアーバナート展大賞を受賞する。2001年からは、NHKの『バケルノ小学校 ヒュードロ組』、同年の北九州博覧会TOTO館などでキャラクターデザインを務める。

## 作風
そのリリカルで、時には残酷なストーリー、フレーズやコマ割を大胆に使った作風には吉本ばなななどが賛辞を寄せた。

## 主な作品
- 船を建てる
- ちびっき / ちびのこ日記
- ヘブン…
- エンド&（自選単行本未収録作品集）
- ちむちむ・パレード
- ジョニー
- ベイビーの卵
- 薔薇のかたち
- 食堂かたつむり（原作：小川糸）
- にんぽぽ123
- たかが千年